# اکبر کرمی
اکبر کرمی پزشک، نویسنده، پژوهش‌گر دین و سیاست‌مدار ایرانی است.
دبیرستان را در حکیم‌ نظامی قم به پایان برد و  از دانشگاه علوم پزشکی اراک پایان نامه گرفته است. 
زاده ۱۳۴۶ در روستای کرچ (کرچمبو شمالی) در منطقه ی فریدن و در غربی‌ترین بخش استان اصفهان است. 
در سال ۱۳۵۲ خانواده به شهر قم کوچ می‌کنند و تا سال ۱۳۸۸ ساکن آن شهر بوده است.
در آن سال و در جریان جنبش سبز به جهت نوشته‌ها و‌ مصاحبه‌های تاثیرگذاری که داشت بازداشت و به مدت ۸ ماه در انفرادی‌ها ی اطلاعات سپاه ترور و زندان لنگرود قم به سر برده است.
پس از آزادی موقت از زندان، در حالی که منتظر اعلام نظر دادگاه‌ها ی تجدیدنظر بود، به سفارش وکلا ی خود از ایران بیرون رفت و از سال ۲۰۱۳ در شهر لیزبرگ Leesburg در ایالت ویرجینیا ی شمالی در آمریکا زندگی می‌کند.
اکنون‌ استاد کالج ویرجینیا ی شمالی نوا NOVA است و به آموزش آناتومی و فیزیولوژی می‌پردازد.
بیش از صدها وتار و چند کتاب در پهنه ی سکسوالیته، دین و سیاست از او منتشر شده است.
۱- سکس و‌ دمکراسی (مدرنیته در دامن زنان) پی‌دی‌اف کتاب سکس و دمکراسی
۲- هرمنوتیک صلح (در هم‌سایه‌گی خداوندان) پی‌دی‌اف کتاب هرمنوتیک صلح
۳- دانستن دمکراسی هم‌چون گفت‌وگویی بی‌پایان پی‌دی‌اف کتاب دانستن دمکراسی
او خاطرات دوران بازداشت و زندان خود را با سرآل (سرنام) آداب شکار شهربندان منتشر کرده است. آداب شکار شهربندان
اکبر کرمی در برنامه‌ ی پشت عینک دیگران با بسیاری از برجسته‌گان اندیشه، سیاست و فرهنگ در ایران به شکلی بسیار چالشی گفت‌وگو می‌کند و در تکاپوی آن است که به گوشه‌ها ی تاریک سنت و فرهنگ ایران سرک بکشد.
در ۳ آذر ۱۳۸۸ توسط نیروها ی امنیتی-نظامی در مطب و منزلش بازداشت شد و در ۲۰ خرداد ۱۳۸۹  توسط دادگاه انقلاب شهرستان قم به ۳ سال حبس و دو میلیون ریال جزای نقدی محکوم شد. اتهام وی تبلیغ علیه نظام از طریق انتشار وتارها و مصاحبه‌ها، توهین به ولی فقیه، و نگهداری فایل‌های غیرمجاز بود. هم‌چنین در پرونده دیگری در دادگاه عمومی قم با اتهام‌هایی نظیر اشاعه فحشاء از طریق انتشار وتارها و مصاحبه با موضوع برابری جنسی ، دفاع از حقوق زنان و توهین به محمود احمدی نژاد رییس جمهور ویرانگرا ایران به سه سال زندان و پنج سال تبعید به شهر خورموج در استان بوشهر محکوم شد. 

## بازداشت
اکبر کرمی در تاریخ ۳ آذر ۱۳۸۸ توسط شش تن از نیروهای امنیتی-نظامی در مطب و منزلش بازداشت شد. 
شیرین فیروزی، همسر وی اسفندماه ۱۳۸۸ در نامه‌ای سرگشاده به مقامات قضایی ایران، اتهام «اقدام علیه امنیت ملی» را واهی و بی‌اساس دانسته و دلیل ادامه بازداشت وی در سلول انفرادی یا بند مجرمان سابقه‌دار و خطرناک را «عدم همکاری وی در پروژه‌های اعتراف گیری» مراجع امنیتی ذکر کرده است. 
همچنین در اواخر اردیبهشت ۱۳۸۹ خانواده، نزدیکان و حدود پنجاه تن از دوستانِ او نیز در نامه‌ای به دبیرکل سازمان ملل وضعیت جسمی، روحی و پرونده وی را نگران کننده و پرفشار خواندند و از سازمان ملل تقاضای کمک کردند.
دادگاه انقلاب شهرستان قم در ۲۰ خرداد ۱۳۸۹ اکبر کرمی را به اتهام تبلیغ علیه نظام از طریق انتشار وتارها و مصاحبه‌ها به یک سال حبس و به اتهام توهین به ولی فقیه به ۲ سال حبس و به اتهام نگهداری فایل‌های غیرمجاز به دو میلیون ریال جزای نقدی محکوم کرد و حکم به نابود کردن سخت‌دیسک رایانگرا او که حاوی وتارها و نوشته‌های وی بود داد.  دادگاه کرمی پشت درب های بسته و بدون بودن  هیات منصفه برگزار شد و به گفته خبرگزاری حقوق بشر ایران، تنها خبری که به بیرون راه یافت این است که بازجویان وزارت اطلاعات در آخرین گزارش به قاضی یک جمله نوشته‌اند: «دکتر کرمی تنبیه نشده است.» پس از برگزاری دادگاه در ۲۰ خرداد، ماموران امنیتی دادگاه انقلاب قم با خانواده وی درگیر شدند و برادر و برادر زاده وی بازداشت شدند.  و در ۳۰ خرداد همسر وی شیرین فیروزی که مصاحبه‌هایی در رابطه با وضعیت کرمی انجام داده بود به طور موقت بازداشت شد.
همچنین پرونده دیگری در دادگاه عمومی قم به اتهام‌هایی نظیر اشاعه فحشاء از طریق انتشار وتار ها و مصاحبه با موضوع برابری جنسی و دفاع از حقوق زنان در دست رسیدگی دارد. 
دومین جلسه دادگاه کرمی روز ۲۲ تیر ماه در دادگستری ساحلی استان قم برگزار شد. در این دادگاه اتهامات جدید او اشاعه فساد و فحشا از طریق تبلیغ و درج وتارها (مقاله‌های مرتبط با برابری جنسی، برابری زن و مرد و حق مالکیت بدن و نیز نقدهای انتقادی به دخالت حکومت‌ها در زندگی خصوصی شهروندان و... )، توهین به رئیس جمهور ویرانگر ایران (احمدی نژاد) و نشر دروغ و تشویش ذهن همگان عنوان شده است. 